# Ala Muraŭskaja
Ala Mikalaeŭna Muraŭskaja (in bielorusso Ала Мікалаеўна Мураўская?; Minsk, 22 marzo 1985) è una cestista bielorussa.

## Carriera
Con la Bielorussia ha disputato i Campionati europei del 2013.